# Absang (Rosenthal am Rennsteig)
Absang, auch Absangk, ist eine zur Gemeinde Rosenthal am Rennsteig gehörige Siedlung unweit der Saale in thüringischen Vogtland. An dieser Stelle befand sich noch im 19. Jahrhundert ein gräflich-reußisches Vorwerk, welches heute noch vorhanden ist, das damals nach Lobenstein gehörte und nach Harra eingepfarrt war.